# Wort des Jahres
Mit Wort des Jahres wird ein Schlagwort bezeichnet, das für ein charakteristisches Ereignis oder eine bezeichnende Diskussion des abgelaufenen Jahres steht und aus diesem Grund besonders hervorgehoben wurde.
Ausgewählt werden solche Wörter und Phrasen, die die öffentliche Diskussion des betreffenden Jahres besonders bestimmt haben, die für wichtige Themen stehen oder sonst als charakteristisch erscheinen. Auch ist mit der Auswahl keine Wertung oder Empfehlung verbunden.
Im Rahmen der Wahl zum Wort des Jahres werden häufig auch weitere markante Ausdrücke gekürt, etwa ein Satz des Jahres oder ein Jugendwort des Jahres.

## Deutschland
In der Bundesrepublik Deutschland wurde erstmals 1971 und wird regelmäßig seit 1977 ein Wort des Jahres gewählt, seit 1999 wählt auch Österreich ein solches Wort, Liechtenstein und die Schweiz folgten später ebenfalls mit eigenen Wortwahlen. Seit 1991 wird zudem regelmäßig ein Unwort des Jahres gewählt, seit 2008 auch ein Jugendwort. Seit 2001 wird zudem ein Satz des Jahres gekürt, wobei es in den Jahren 2004 bis 2008 keinen Satz des Jahres gab, erst wieder seit 2009.
Bis zum Jahr 2009 (Unwort des Jahres: betriebsratverseucht) bzw. 2012 (Wort des Jahres: Rettungsroutine) waren die gewählten Wörter signifikant gebräuchlich. Die Worthäufigkeit spielt seitdem für die Entscheidung der Gesellschaft für deutsche Sprache keine Rolle mehr. Im Archiv des Magazins Der Spiegel wird Rettungsroutine ein einziges Mal verwendet: 1975.

## Liechtenstein
In Liechtenstein werden seit 2002 ein eigenes Wort, Unwort und ein Satz des Jahres gewählt.

## Luxemburg
In Luxemburg wird auf Initiative des Zentrums für die luxemburgische Sprache (Zenter fir dʼLëtzebuerger Sprooch, ZLS) und in Zusammenarbeit mit Radio 100.7 und RTL Luxemburg seit dem Jahr 2020 ein Wort des Jahres gekürt.

## Österreich
Nachdem bei der Wahl zum Wort des Jahres vermehrt Wörter gewählt wurden, die einen starken Deutschland-Bezug aufwiesen, entschied sich Österreich 1999 als erstes Land des deutschen Sprachraumes, ein eigenes Wort des Jahres zu wählen. Zudem werden ein Unwort, seit 2002 ein Spruch, seit 2006 ein Unspruch und seit 2010 ein Jugendwort des Jahres gewählt.

## Schweiz
Die deutschsprachige Schweiz ermittelt seit 2003 ein eigenes Wort des Jahres; weiterhin werden auch ein Unwort und ein Satz des Jahres gewählt, in unregelmäßigen Abständen auch weitere sprachliche Markanzen. Zuvor galten die Ernennungen der Gesellschaft für deutsche Sprache auch in der Schweiz. Die Ernennung von Wörtern, die in der Schweiz uninteressant sind, da diese sich an Deutschland orientieren (z. B. Schwarzgeldaffäre, Teuro), veranlassten den Liechtensteiner Ökonom Daniel Quaderer, der schon das Liechtensteiner Wort des Jahres initiierte, in Zusammenarbeit mit DRS 3 ein eigenes Wort des Jahres für die Schweiz zu organisieren.
Ab 2017 gilt ein neuer Bestimmungsmodus: Sprachwissenschaftler der ZHAW ermitteln zusammen mit Öffentlichkeit, Journalist, Sprachkritiker, Blogger und Literaturschaffenden das Wort des Jahres (deutsch- und französischsprachige, ab 2018 italienischsprachige, ab 2019 rätoromanische Sprachgemeinschaften).
Auch im rätoromanischen Sprachraum wurde in einigen Jahren eine derartige Wahl durchgeführt (2004–2006, 2011, 2014–2015).

## Weitere deutschsprachige Gebiete und Dialekte

### Niederdeutscher Sprachraum
Seit 1993 wird ein plattdeutsches Wort des Jahres ausgewählt.

### Sachsen
Seit 2008 wird das sächsische Wort des Jahres gekürt. 

### Südtirol
Im Jahr 2005 begann man in Südtirol ebenfalls nach dem Wort des Jahres und dem Unwort des Jahres zu suchen – jeweils eigene für die drei Landessprachen Deutsch, Italienisch und Ladinisch. Initiatoren sind die Sprachstelle im Südtiroler Kulturinstitut, das Institut für Fachkommunikation und Mehrsprachigkeit der EURAC und das Forschungszentrum Sprachen der Freien Universität Bozen.

## Andere Länder

### Frankreich
In Frankreich wird seit 2005 ein mot de l’année im Rahmen des festival du mot in La Charité-sur-Loire bestimmt.

### Niederlande
In den Niederlanden wird die jährliche Auswahl von den Herausgebern des großen Van Dale Wörterbuchs organisiert.

### Ukraine
In der Ukraine wird seit 2013 ein slovo roku (слово року) vom Online-Wörterbuch Myslovo gewählt.

### Vereinigtes Königreich
In Großbritannien gibt es drei Gremien, die unabhängig voneinander Wörter des Jahres ermitteln: Seit dem Jahr 2004 kürt die Oxford University Press (Hrsg. des Oxford English Dictionarys) ein „UK Word of the Year“, das 2023 rizz lautete. Das vom Verlag HarperCollins im schottischen Glasgow herausgegebene Collins English Dictionary stellt alljährlich eine Auswahl von zehn Ausdrücken zusammen, aus denen das Wort des Jahres bestimmt wird. 2024 war dies brat (Göre). Die Cambridge University Press and Assessment als Herausgeber des Cambridge Advanced Learner's Dictionary veröffentlicht seit 2015 ein Wort des Jahres. Wichtigste Datengrundlage sind die Abrufzahlen der Einträge im Online-Wörterbuch. 2024 wurde das Verb to manifest zum Wort des Jahres gekürt.

### Vereinigte Staaten
In den USA kürt die American Dialect Society seit 1990 Word(s) of the Year in verschiedenen Kategorien, darunter auch mehrere Unwörter. Seit 2000 wählt der texanische Global Language Monitor ein „Top Word of the year“. Seit 2004 kürt die Oxford University Press (Hrsg. des Oxford English Dictionarys) ein „US Word of the Year“. Die im kalifornischen Oakland beheimatete Website Dictionary.com ermittelt seit 2010 ein Wort des Jahres. 2024 entschied man sich für das Adjektiv demure.

## International
Als ein internationaler, sprachübergreifender Wettbewerb wurde einmal der Wettbewerb Das schönste ABC der Welt ausgetragen.